# 瑪竇·祖皮
瑪竇·瑪利亞·祖皮（義大利語：Matteo Maria Zuppi，1955年10月11日—）羅馬天主教會樞機主教。現任意大利博洛尼亞總主教兼意大利主教團主席。

## 生平
祖皮是意大利人，生於羅馬。1981年晉鐸。2012年1月，出任羅馬教區輔理主教。2012年4月，晉牧主教。2015年出任博洛尼亞總主教。2019年10月5日，獲擢升為樞機。
2023年獲教宗方濟各任命為烏克蘭和平特使，先後出訪烏克蘭、俄羅斯、美國。同年9月訪華。